# Chapre
Chapre (en népalais : छाप्रे) est un comité de développement villageois du Népal situé dans le district de Surkhet. Au recensement de 2011, il comptait 3 506 habitants.